# Enrico Mastrobuono
Enrico Mastrobuono (Castellaneta, 28 febbraio 1896 – Taranto, 20 novembre 1990) è stato un magistrato e storico italiano.

## Biografia
Studiò giurisprudenza a Napoli, dove si laureò nel 1918. Entrato in magistratura, fu presidente del Tribunale di Ravenna, poi magistrato di Corte di cassazione e quindi presidente del Tribunale di Venezia. Promosso al grado superiore, fu nominato presidente della Corte d'appello di Brescia e poi di Bologna. Terminò la sua carriera giudiziaria nel 1966.
Oltre alla carriera in magistratura, scrisse diverse opere storiche dedicate a Castellaneta, sua città natale: nel 1943 pubblicò il suo primo volume, Castellaneta e il suo territorio dalla preistoria al Medioevo, frutto di analisi delle fonti classiche e del materiale preistorico e archeologico da lui rinvenuto in questo territorio.
In seguito approfondì l'indagine sull'età medioevale attraverso lo studio di pergamene conservate presso la curia vescovile. Trascrisse quindi due volumi: Castellaneta e i suoi documenti dalla fine del secolo XII alla metà del XIV e il Principato di Taranto (1969) e  Castellaneta dalla metà del secolo XIV all'inizio del XVI e il Principato di Taranto (1978).
L'ultima opera del Mastrobuono fu Castellaneta dal Paleolitico al Tardo Romano (1985), in cui l'autore riprende il discorso sugli insediamenti archeologici analizzato in precedenza.
| Controllo di autorità | VIAF (EN) 112208572 · LCCN (EN) n80005072 |